# Tahaa
Tahaa vormt samen met het eiland Raiatea een atol gelegen in de Stille Oceaan. Het eiland behoort samen met andere eilanden, zoals Tahiti en Moorea, tot Frans-Polynesië. Het eiland bestaat uit een uitgedoofde vulkaan, dit is de 590 meter hoge Mont Ohiri, en een door een rif omgeven lagune.
In het jaar 2002 telde het eiland 4845 inwoners.
De belangrijkste plaatsen zijn: Patio, Haamene, Vaitoare en Tiva.
Bovenwindse Eilanden:
Maiao ·
Mehetia ·
Moorea ·
Tahiti ·
Tetiaroa
Benedenwindse Eilanden:
Bora Bora ·
Huahine ·
Manuae ·
Maupihaa ·
Maupiti ·
Motu One ·
Raiatea ·
Tahaa ·
Tupai